# Alfred Naujocks
Alfred Helmut Naujocks (ur. 20 września 1911 w Kilonii, zm. 4 kwietnia 1966 w Hamburgu) – niemiecki funkcjonariusz SS, pracował w niemieckiej Służbie Bezpieczeństwa Sicherheitsdienst (SD). Przygotował przeprowadzoną 31 sierpnia 1939 prowokację gliwicką. Po II wojnie światowej aresztowany przez aliantów, zbiegł z obozu . Z pochodzenia był Litwinem pruskim.

## Życiorys
Alfred Naujocks urodził się 20 września 1911 w robotniczej dzielnicy Kilonii Gaarden. Był drugim synem Richarda Naujocka, sprzedawcy perfum oraz sklepikarza, oraz jego żony Therese. Jako dziecko był dość chorowity, a do ósmego roku życia chorował na gruźlicę. Powodowało to dość znaczne przerwy w nauce. Uczniem był raczej kiepskim, co spotęgowane było częstym wagarowaniem. W tzw. Volksschule (szkole ludowej) jeszcze sobie radził, ale już w Realschule (szkole realnej) w roku szkolnym 1925/26 nie uzyskał promocji do następnej klasy. Gdy Naujocks miał 16 lat porzucił szkołę i rozpoczął kształcenie w kierunku zawodu ortopedy. Do roku 1930 pracował w pracowni w Kilonii, w tym samym czasie uczył się w Berufschule (szkole zawodowej). Z nauki zrezygnował w roku 1930 i rozpoczął pracę jako mechanik samochodowy. Wkrótce rozpoczął pracę w fabryce pomp, lecz firma ta zbankrutowała. W związku z kryzysem gospodarczym na świecie po roku 1929 Naujocks nie mógł znaleźć pracy i przyjął się do pracy u swojego ojca. Ten nie mógł pozwolić sobie na wypłacanie stałej pensji.
1 sierpnia 1931 podczas zebrania partii NSDAP niespełna 20-letni wówczas Alfred zachwycił się ideą NSDAP i jeszcze tego samego dnia stał się członkiem NSDAP i SS (nr legitymacji 26240). W grudniu tego samego roku do partii przystąpił jego ojciec i jedna z sióstr. Na początku lipca 1931 roku w Kilonii doszło do zamieszek spowodowanych przez narodowych socjalistów, a sam Naujocks miał związek ze strzelaniną z 29 lipca 1931 w Gaarden. Wówczas to trzej członkowie NSDAP, wśród których był Naujocks ostrzelali członków Komunistycznej Partii Niemiec (KPD). W późniejszych latach (1931-33) Naujocks zasłynął jako osoba skłonna do awantur. Wziął udział w wielu potyczkach ulicznych, a jedna z miejscowych gazet określiła go mianem "twardego zawodnika". W roku 1932 został skazany na karę grzywny za szamotaninę z urzędnikiem sądowym. Stało się to po tym, gdy wachmistrz w sądzie zwrócił uwagę, że w budynku sądu obowiązuje zakaz palenia. Naujocks zachowywał się arogancko i gdy urzędnik chciał spisać dane osobowe doszło do bijatyki. 15 lutego 1933 roku został skazany na grzywnę w wysokości 30 marek. Krótko po przejęciu władzy przez nazistów w 1933 roku Naujocks poczuł się wobec sądu osobą nietykalną. Przez kilka lat wzbraniał się przed zapłaceniem grzywny, aż w końcu 12 kwietnia 1939 roku został aresztowany. Jeszcze tego samego dnia zapłacił grzywnę i został z aresztu wypuszczony. 
Jesienią 1932 roku Naujocks odbył szkolenie militarne i polityczne w SS. Wkrótce został wyznaczony przezeń do wykonywania różnych zadań, jak ochrona uroczystości oraz przemarszów NSDAP. Do jego obowiązków należało też przyklejanie plakatów i agitacja wyborcza.
W grudniu 1932 roku Naujocks poślubił 12 lat starszą od siebie byłą żonę bogatego jubilera. W późniejszym czasie sprzedawał tytoń w sklepie należącym do jej rodziny. Interesujące jest, że po jego ślubie ojciec zabronił reszcie rodziny kontaktować się z nim. Para rozwiodła się już w roku 1934, a Naujocks wprowadził się ponownie do swoich rodziców. Podczas przesłuchań w roku 1949 Naujocks twierdził, że od początku wiedział, że wszystko to było błędem, "a za dzieckiem nie tęsknił". Do rozwodu Naujocks pracował w kilońskich stoczniach. Wiosną 1934 roku, wraz z przyjacielem Wernerem Göttschem (alias Gert Schubert), również kilończykiem, przeprowadził się do Berlina, gdzie mając 23 lata, rozpoczął służbę w Sicherheitsdienst (SD), w stopniu Scharführera, gdzie otrzymał posadę kierowcy. Jeszcze później, aż do roku 1944 razem przeprowadzili wiele wspólnych akcji. Wśród kilończyków którzy wystąpili do SS był też m.in. Herbert Hagen, który został kierownikiem referatu do spraw Żydów Głównego Urzędu Służby Bezpieczeństwa, a także przełożonym Naujocksa.
Latem 1932 roku powstał organ pod nazwą Sicherheitsdienst (SD) (służba bezpieczeństwa), który pełnił funkcję służby wywiadowczej. Formacja ta stworzona została przez Reinharda Heydricha i nie miała wcześniejszych wzorców i tradycji w wojsku. Z tego powodu czerpano wzorce z brytyjskiej Secret Service.
W roku 1932 Naujocks wstąpił do SD. Jak zeznawał po wojnie, „został do SD powołany przez Reichsfuhrera SS”. Z polecenia Wernera Göttscha w lutym 1934 roku został kierowcą berlińskiej placówki SD. Warto wspomnieć, że w SD tym czasie byli już inni towarzysze z Kilonii, m.in. Erich Ehlers, Herbert Hagen, Hans Daufeldt, Karl Hass, Bernhard Christensen i Friedrich Carsten, którzy w literaturze określani są jako towarzysze z Kilonii. Warto nadmienić też, że do SD nie byli przyjmowani najstarsi dowódcy SS, ale przede wszystkim młodzi mężczyźni bez zobowiązań, tj. kawalerowie oraz bezdzietni. Najczęściej rekrutowano też osoby ze średnim lub zawodowym wykształceniem, a najważniejszym warunkiem była wiarygodność ich przekonań politycznych i światopoglądowych.
W roku 1934 Naujocks starał się o służbę na odcinku SD Wschód w Berlinie. Otrzymał tam mieszkanie i rozpoczął pracę jako kierowca. W czerwcu 1934 roku kierownictwo SA zostało aresztowane przez SS i Gestapo. Stracono kilkuset dowódców SA oraz przeciwników politycznych. Zrobiono to od razu lub zamordowano ich w późniejszym czasie. Wydarzenia te nazwano później tzw. Puczem Röhma, ponieważ to właśnie Röhm miał być inicjatorem zamachu stanu. Dzisiaj wydarzenia te nazywane są nocą długich noży.
Naujocks twierdził, że w tym czasie jako kierowca odcinka został powołany do Gestapo. Woził tam przez pięć dni jednostkę specjalną Gestapo, ale nie wiedział czy wydarzenia miały związek z puczem Röhma, ani kto został wówczas zatrzymany. Później twierdził, że osoby te były początkowo w policyjnym areszcie w Berlinie, a później zostały przewiezione do koszar w Lichterfelde i tam rozstrzelane z broni maszynowej. Jeszcze później na jaw wyszło, że Naujocks uczestniczył w zabójstwie Ericha Klausnera. Twierdził tak w latach 70. XX wieku Werner Göttsch (Naujocks wówczas już nie żył). Miało to się dokonać 30 czerwca 1934, a mordercą miał być SS-Hauptsturmführer Kurt Gildisch. Jak ustalono w późniejszym czasie, Naujocks miał za zadanie wspomaganie oddziałów komanda SS w pełnieniu warty przed ministerstwem. Całe to wydarzenie: stłumienie puczu Röhma i związane z tym wydarzenia miały znaczący wpływ na rozwój i działanie zarówno SD jak i SS.
9 czerwca SD zostało mianowane jedyną służbą wywiadowczą NSDAP, a 20 czerwca 1934 roku Hitler mianował SS samodzielną organizacją wewnątrz NSDAP. Po akcji organizatorzy akcji i sprawcy czystek awansowali. Latem 1934 Naujocksowi powiedziano, że jako szofer nie ma większych szans na awans i powinien ubiegać się o inną posadę. Już wkrótce aplikował na stanowisko pracownika biurowego SD z pensją 100 Marek Rzeszy (RM). Pod koniec tego samego roku został przeniesiony do registratury. Wykonywał dość monotonną pracę, opracowywał akta i kartoteki. Już w styczniu 1935 roku awansował na stopień SS-Untersturmführera (odpowiednik podporucznika) i został przeniesiony na odcinek Wschód, do stacjonującej tam placówki Abwehry. Jednocześnie po raz pierwszy powierzono mu funkcje kierownicze. Jego praca polegała m.in. na zajmowaniu się kwestiami kontrwywiadu, ochronie danych dotyczących niemieckiego przemysłu zbrojeniowego i zwalczanie obcego wywiadu. Jesienią 1937 Naujocks został mianowany na SS-Hauptsturmführera i został kierownikiem wydziału kontrwywiadu odcinka.
Na początku 1936 roku Naujocks poznał w Berlinie Wolfganga Sannera, pracownika kierownictwa w koncernie AEG. W późniejszych zeznaniach Naujocks twierdził, że o ich relacjach można powiedzieć, że byli dla siebie jak bracia. Często odwiedzał go też w domu. Z czasem Naujocks zaczął wykorzystywać go jako łącznika. Sanner stworzył na terenie AEG służbę wywiadowczą, a agenci zaczęli przesyłać raporty nie tylko z Niemiec, ale też z zakładów zlokalizowanych za granicą. Ponadto Sanner rozszerzał sprawozdania o informacje polityczne i oddawał je do dyspozycji SD Doszło do tego że ze Sannerem w podróże zagraniczne jeździł też Naujocks, który do tego czasu za granicę w ogóle nie wyjeżdżał. Jeździli razem m.in. do Istambułu, Sofii, Bukaresztu, Aten, Sztokholmu, Oslo, Kopenhagi, Paryża i Londynu. W późniejszych zeznaniach Naujocks twierdził, że podróże te odbywali wyłącznie w celach rekreacyjnych, jednak w tym czasie odwiedzali ambasady Niemiec oraz zakłady produkcyjne AEG. Według danych zabranych przez służby brytyjskie Naujocks z Sannerem stworzyli za granicą siatkę wywiadowczą, poprzez którą mogli kontrolować tożsamość ideologiczną Niemców będących za granicą.
Jesienią 1937 roku Naujocks został przeniesiony do służb wywiadu zagranicznego. Wiosną 1938 awansował na stopień Sturmbannführer (odpowiednik majora). Przypuszcza się, że miało to związek z nadchodzącą aneksją Czechosłowacji. Jego nazwisko znajduje się na liście kandydatów do uhonorowania Medalem Pamiątkowym 13 marca 1938 roku. W 1974 roku były dowódca SD Wilhelm Höttel zeznawał, że Naujock zaliczał się do grona 40-60 osób tworzących grupę operacyjną SD ”Einsatzkommando Österreich”. Jesienią 1939 roku Naujock został jednym z dziewięciu kierowników zespołu wywiadu zagranicznego. Do jego zadań należało zajmowanie się sprawami związanymi z techniką. Jego wydział o nazwie Departament VI 57J „zdobywanie i przekazywanie informacji” (wydział ten w przyszłości wielokrotnie zmieniał swoją nazwę). W lutym 1940 wydział nazywał się już VI B, a jakiś czas później VI F i nazwa ta zachowała się do jego zamknięcia. Zadaniami wydziału było szyfrowanie i rozszyfrowywanie wiadomości, przesyłanie informacji przy użyciu środków chemicznych i urządzeń technicznych oraz zagraniczny nadzór telekomunikacyjny. Od czasu odejścia z SD Naujocks brał udział w wielu zadaniach specjalnych będąc jednocześnie kierownikiem grupy technicznej. W czasie swojego życia nie studiował, ale mimo to w czasie rozpoczęcia II wojny światowej pełnił dość wysoką funkcję w nowo utworzonym Głównym Urzędzie Bezpieczeństwa Rzeszy (Reichssicherheitshauptamt, RSHA).
Na początku sierpnia 1939 Naujocks ponownie się ożenił. Podjął wówczas próbę przeniesienia do Luftwaffe, jednak Heydrich te próby zablokował.
W roku 1939 za zadanie dostał produkcję fałszywych pieniędzy, w roku 1940 jego zadaniem było utworzenie służby wywiadowczej na zagranicznych obszarach Europy południowo-wschodniej. Inne źródła mówią, że zadanie takie otrzymał już w roku 1939. Ponadto miał on wiele zadań, o których nie wspominał ani podczas przesłuchań przez Aliantów, ani w niemieckiej prokuraturze. Informacje te wypłynęły jednak podczas przesłuchań innych osób. I tak na przykład Egon Vorauer, przedstawiciel Urzędu VI w Atenach w roku 1956 zeznawał, że Naujock był jego bezpośrednim przełożonym.
W roku 1940 Werner Göttsch i a. Naujocks spotkali się w Bukareszcie, gdzie omawiali kwestię operacji nurkowej na Morzu Czarnym.
W październiku 1941 resort po Heinzu Joscie przejął Walter Schellenberg. Była to bardzo ważna zmiana w historii tej służby. Schellenberg zmienił całkowicie politykę kadrową. Josta nazwał wyrzutkiem i porównał do papieru toaletowego. Nie był też zadowolony z pracowników, jakich dostał po poprzedniku. Twierdził, że wszyscy oni byli zbyt nieuczciwi. Był zdecydowany obsadzać stanowiska kierownicze osobami z wyższym wykształceniem. Co ciekawe, Naujocks twierdził, że praca po wprowadzeniu zmian była dużo bardziej efektywna.
Na początku 1941 roku karierę Naujocksa zakończyła afera korupcyjna. Został zwolniony z SD i przeniesiony do Waffen-SS. Przypuszcza się, że nawet bez tego jego ścieżka zawodowa osiągnęła szczyt. Już od przełomu roku 1938 i 1939 kierownictwo SD starało się ujednolicić standardy w sprawie awansów funkcjonariuszy SD i Gestapo. Aby zostać dowódcą należało mieć dyplom ukończenia studiów. Żaden z „kompanów z Kilonii” nie zaszedł wyżej niż do stopnia Obersturmbannführera (odpowiednik podpułkownika). Przypuszcza się, że Naujocks nie zajął by wyższej pozycji w tej hierarchii. 
W roku 1942 lub 1943 został wysłany do okupowanej Belgii jako zarządca ekonomiczny, gdzie pracował w administracji niemieckiej na terenach okupowanych. Przyczynił się tam do śmierci wielu członków belgijskiego podziemia. W 1943 roku powrócił do SD, zajmując się m.in. rozpracowywaniem duńskiego ruchu oporu.
W październiku 1944 roku został zatrzymany przez amerykańskich żołnierzy i przekazany Brytyjczykom, którzy traktowali go jako prawdopodobnego zbrodniarza wojennego. W latach 1945–46 został szczegółowo przesłuchamy zeznawał przed Międzynarodowym Trybunałem Wojskowym w Norymberdze, a według jego zeznań podczas procesów norymberskich atak w Gliwicach był wykonany przez Sicherheitsdienst (SD) pod bezpośrednim rozkazem Heydricha i Heinricha Müllera – szefa Gestapo. Osadzony został w obozie dla zbrodniarzy wojennych w Norymberdze, uciekł stamtąd w 1946 po informacji, że Polacy starają się o jego ekstradycję. Ukrywał się w Niemczech Zachodnich. Ponownie aresztowany w 1947 roku został wydany Danii i osądzony za zabójstwo członków duńskiego ruchu oporu (inne źródła podają, że w roku 1949 został skazany zaocznie przez duński sąd na „wiele lat pozbawienia wolności” za udział w zbrodniach na duńskiej ludności podczas akcji odwetowych na terenie Danii). Po trzech latach więzienia, w 1950 roku, został zwolniony i wyjechał do Republiki Federalnej Niemiec, gdzie zamieszkał w Hamburgu i zajął się działalnością biznesową. Opublikował też opowieść o swojej tajnej karierze Ten, który rozpoczął wojnę.
W 1963 roku niemiecka prokuratura w Hamburgu wszczęła dochodzenie w sprawie jego udziału w sfingowanym napadzie na radiostację w Gliwicach oraz w zabójstwie Franciszka Honioka. W 1965 został ponownie aresztowany, jednak zmarł w następnym roku. Zmarł 4 kwietnia 1966 roku w Hamburgu.

## Akcje
Naujocks ma na swoim koncie wiele morderstw. W październiku 1934 roku otrzymał od Heydricha zlecenie na zabicie założyciela Czarnego Frontu Ottona Strassera, który wyemigrował do Pragi. Do zadania dostał kompana z Kilonii Wernera Göttscha. Pojechali oni do Pragi i próbowali zaciągnąć języka wśród tamtejszych narodowych socjalistów, nie byli w stanie jednak niczego się dowiedzieć. Po dwóch tygodniach wrócili do Berlina. Heydrich, rozwścieczony niewykonaniem rozkazu, nazwał Naujocksa „świńskim psem” i zapowiedział, że jeszcze pokaże mu, co oznacza niesubordynacja.

### Zabójstwo Rudolfa Formisa
Nieco później dostali zadanie uprowadzenia zbiegłego do Czechosłowacji niemieckiego inżyniera Rudolfa Formisa. Formis wcześniej pracował w stuttgarckim Süddeutscher Rundfunk i kierował radiostacją w Mühlacker. Po przystąpieniu do Czarnego Frontu musiał zbiec z Niemiec. Na polecenie wspomnianego wyżej Strassera nadawał z ukrytej pod Pragą radiostacji. Naujocks,  który w tym czasie występował pod nazwiskiem  Hans Müller, dostał informacje od Franza Josepha, pracownika Gestapo, że miejsce nadawania znajduje się w podpraskiej miejscowości Přestavlky, leżącej jakieś pięćdziesiąt kilometrów od Pragi. Naujocks, Werner Göttsch i sympatia Naujucksa - nauczycielka gimnastyki Edith Käsbach pod przybranymi nazwiskami jako Hans Müller i Gert Schubert 13 stycznia 1935 wyjechali do Pragi pożyczonym od Gestapo mercedesem. Następnego dnia udali się do Štěchovic i tam nocowali. 15 stycznia udając turystów wybrali się do położonego na drugim brzegu Wełtawy hotelu Záhoří, gdzie przebywał Formis. Już pierwszej nocy Naujocks zauważył, że Formis nadaje audycje radiowe, a rankiem kolejnego dnia, wykorzystując odpowiedni moment, osobiście potwierdził, że w pokoju Formisa znajduje się ukryta radiostacja. W tym czasie sporządził woskowy odcisk klucza do jego pokoju. W hotelu zaaranżowali przypadkowe spotkanie i zjedli z formisem kolację. Jednocześnie Edith Käsbach sfotografowała się z Formisem, zdobywając jego zaufanie. W hotelu spędzili noc, następnego dnia w nocy z 17 na 18 stycznia 1935 roku Naujocks udał się samolotem do Berlina, gdzie w siedzibie Reinharda Heydricha przy Prinz-Albrecht-Straße potwierdzono, że mężczyzna na fotografii wykonanej w hotelu „Záhoří” to rzeczywiście Rudolf Formis. Przygotowano również dorobiony klucz do jego pokoju, bazując na odcisku, który Naujocks sporządził kilka dni wcześniej. Heydrich nakazał: zniszczyć radiostację, a Formisa dostarczyć żywego do Niemiec. Jeszce 18 stycznia wrócił do Pragi a następnie wezwał Göttscha i udali się do hotelu. 
W środę 23 stycznia 1935 roku Alfred Naujocks, Edith Käsbach i Werner Götsch przybyli do hotelu „Záhoří”. Götsch pozostał na zewnątrz, podczas gdy Naujocks i Käsbach spotkali się w pokoju hotelowym na ostatniej naradzie, później zjedli z inżynierem kolację. Od stołu wstali przed nim, po czym Naujock kazał Göttschowi opuścić linę ze swojego pokoju hotelowego. On sam próbował wytrychem dostać się do pokoju Formisa. Nie spodziewał się jednak że zastanie tam już inżyniera który wrócił w międzyczasie do pokoju. Ten zaskoczony intruzem w pokoju wyciągnął rewolwer i trafił agenta SD w rękę, stopę i udo. Wywiązała się walka. Inżynier został dwukrotnie postrzelony w nogi, ale wciąż żył.  Göttsch słysząc odgłosy wpadł do pokoju widząc tam walczących na podłodze. oddał dwa strzały, z których jeden trafił Formisa w głowę, zabijając go na miejscu. Następnie sprawcy zniszczyli radiostację, oblewając ją kwasem solnym i podpalając. Na dźwięk strzałów zbiegła się obsługa hotelowa, jednak napastnicy sterroryzowali personel i zamknęli ją w piwnicy. Po zakończeniu akcji opuścili hotel, a Naujocks zabrał pistolet Formisa jako „pamiątkę”. 
W późniejszym czasie Naujocks twierdził, że do inżyniera strzelał wpadający do pokoju Göttsch, a ten po kilku trafieniach upadł. Göttsch z kolei twierdził, że wpadł do pokoju, co prawda z pistoletem, ale nie strzelał. W protokole sekcji widnieje informacja, że na ciele ofiary stwierdzono dwie rany śmiertelne. Jedna to rana postrzałowa głowy, druga uderzenie pałką w głowę. W czasie późniejszych zeznań uczestnicy zajścia składali sprzeczne informacje. Najpierw Naujocks twierdził, że zastrzelił inżyniera z jego własnej broni, później, że nie zastrzelił Formisa, tylko działał w obronie koniecznej i tak naprawdę nie wie kto zastrzelił Formisa: on czy Göttsch. W czasie przesłuchań podczas wojny, w 1944, obaj funkcjonariusze starali się nie obciążać i twierdzili, że mieli radiowca tylko porwać. Po wojnie zeznawali przeciwko sobie i oskarżali wzajemnie o zabicie Formisa. 
Po akcji Edith Käsbach, wstrząśnięta wydarzeniami, została natychmiast odesłana z Pragi do Berlina, podczas gdy Naujocks i Götsch świętowali sukces w barze „Romana”. Następnego dnia, 24 stycznia 1935 roku o godzinie 5:30, obaj przekroczyli granicę czechosłowacko-niemiecką. Źródła podają różne wersje miejsca przekroczenia granicy – Rosenthal w Saksonii, Cieszyn lub Bodenbach w okolicach Śnieżki. Tego samego dnia Naujocks zameldował się u Reinharda Heydricha w Berlinie. Szef SD był zadowolony z akcji, a na wieść o śmierci Formisa zamiast schwytania go żywcem, odparł: „To nic nie szkodzi”. Heydrich zapewnił, że Naujocks zostanie niebawem wykorzystany do kolejnych operacji.
W Berlinie funkcjonariusze złożyli wyjaśnienia Heydrichowi i Himmlerowi, a w nagrodę otrzymali 10-dniowy urlop, który spędzili razem w miejscowości Bad Godesberg. Ponadto Naujocks otrzymał awans na stopień dowódcy SS. W praskim niemieckojęzycznym Prager Tagblatt nie wymienionych co prawda żadnych nazwisk, ale gazeta jasno pisała, że zamach był „przedsięwzięciem zaplanowanym przez państwo i partię”.
Naujocks kontynuował działalność operacyjną na pograniczu czechosłowacko-niemieckim jeszcze przez pewien czas. Jako agent Sicherheitsdienstu zajmował się pozyskiwaniem informacji z terenu pogranicza, korzystając ze źródeł dostarczanych przez zwolenników Konrada Henleina (tzw. henleinowców). Zebrane dane były opracowywane w Berlinie i przekazywane dalej do Reinharda Heydricha oraz Heinricha Himmlera.

### Zamachy na Słowacji
Kilka dni po aneksji Austrii przez Rzeszę Niemiecką (12 marca 1938) rozpoczęły się przygotowania do przyłączenia do Rzeszy Kraju Sudetów. W maju 1938 roku Naujocks otrzymał zadanie przeprowadzenia operacji Fall Grün. Miał zainscenizować prowokację, w której to Niemcy miały prawo do użycia siły zbrojnej. We wrześniu tego samego roku Naujocks zbierał informacje wywiadowcze z Czechosłowacji na posterunku odstępowym w hotelu Bayerischer Hof niedaleko czechosłowackiej granicy i przekazywał je dalej telefonicznie lub telefaksem do Berlina.
11 marca wraz z innymi funkcjonariuszami podłożył ładunki wybuchowe w różnych częściach Bratysławy, przede wszystkim w dzielnicy żydowskiej. Działanie tych ładunków było jednak słabe i dało się je łatwo ugasić. Z kolei użyte granaty ręczne z powodu niewiedzy i niepoprawnej obsługi zadziałały nieprawidłowo. Ostatecznie nie udało się przeprowadzić zamachu, a skończyło się jedynie na niewielkich zamieszkach. Kolejnego dnia Naujocks zdobył 250 kilogramów materiałów wybuchowych. 12 marca doszło do wielu zamachów bombowych. Wybuchy nastąpiły przed komendą policji, w fabryce Erdal, w fabryce w Grünbergu i nowym budynku koło przyczółka mostowego. Ważne w tych zamachach okazało się, że poszkodowani zostali niemieccy właściciele. Zamachy te i inna działalność (np. ulotki z krzykliwymi hasłami bolszewickimi) nie przyniosły oczekiwanego skutku w postaci wzburzenia na Słowacji. Mimo to niemieckojęzyczne czasopisma propagandowo informowały o tym, że na całej Czechosłowacji doszło do zamieszek, panuje chaos i terror (Völkischer Beobachter). Dziennik podawał, że to Czesi stoją za zamachami, a podpalenia i morderstwa są bronią Czechów w walce przeciwko wszystkiemu co niemieckie.
14 marca 1939 roku doszło do ogłoszenia przez parlament słowacki niepodległości kraju. Jeszcze tej samej nocy Hitler poinformował prezydenta Republiki Czechoslowackiej Emila Hachę, że następnego dnia wojska niemieckie wkroczą do Czech i nastąpi okupacja kraju. Tak też się stało. 15 marca na terytorium Czech wkroczył Wehrmacht, a Czechy i Morawy ogłoszono protektorem Rzeszy. Słowacja podpisała wymuszony układ o stosunku ochronnym (niem. Schutzvertrag) i została państwem wasalskim Niemiec.

### Prowokacja gliwicka
31 sierpnia 1939 grupa dywersyjna złożona z komandosów SS zainscenizowała szereg ataków Polaków wzdłuż granicy polsko-niemieckiej. Najbardziej znanym z nich jest atak na posterunek radiowy w Gliwicach znany dzisiaj jako prowokacja gliwicka.
Naujocks jako szef grupy dywersyjnej brał udział w prowokacji gliwickiej. Wtargnął wtedy z grupą funkcjonariuszy Sicherheitsdienst (SD) do siedziby radiostacji w Gliwicach i rozkazał przeczytać komunikat w języku niemieckim. Zastrzelony został wtedy polski działacz plebiscytowy i powstaniec Franciszek Honiok. Fakt ten ujawniono już po śmierci Naujocksa. Jako dowodzący prowokacją gliwicką, jest uważany przez niektórych historyków za tego, który osobiście przyczynił się do wybuchu II wojny światowej. Akcja gliwicka była jednak tylko jedną z 21 podobnych dywersji mającą na celu uzasadnić atak III Rzeszy na Polskę i tym samym wszcząć wojnę. Akcja w Gliwicach, chociaż okazała się niewypałem, dla propagandy niemieckiej była dużym sukcesem szeroko opisywanym w mediach. Dzięki temu „sukcesowi” Naujocks umocnił swoją pozycję w szeregach SD, a wraz z utworzeniem w roku 1939 Głównego Urzędu Trzeciej Rzeszy (RSHA) został szefem wywiadu zagranicznego SD, a jego bezpośrednim przełożonym został Heydrich.

### Incydent w Venlo
W listopadzie 1939 roku brał udział w głośnym porwaniu dwóch agentów brytyjskich z holenderskiego miasta Venlo . Agenci byli później torturowani pod nadzorem Waltera Schellenberga. Naujocks i inni uczestniczący w porwaniu zostali odznaczeni Krzyżem Żelaznym.

### Podrabianie pieniędzy
Uczestniczył w operacji wprowadzania do obiegu za granicą fałszywych brytyjskich banknotów  (zob. Operacja Bernhard).

## Naujocks w kulturze
- Günter Peis: Człowiek, który rozpoczął wojnę. 1960. Brak numerów stron w książce - pierwsza książka o Naujocksie wydana w Austrii[41]
- film The Man Who Started the War – BBC, 1965[41]
- Der Fall Gleiwitz (po polsku tłumaczone jako Tu Radio Gliwice) – NRD, 1961[41]

## Odznaczenia
- Krzyż Żelazny I Klasy (12 września 1939)[42]
- Krzyż Żelazny II Klasy (12 września 1939)[42]